# フクモト工業
株式会社フクモト工業は、福岡県鞍手郡鞍手町に本社を置く建設業者である。住宅や建物に関する塗装工事、防水工事、リフォーム工事などを主に行っている。 

## 概要
株式会社フクモト工業は、福岡県鞍手郡に本社を構え、一般住宅を対象とした外壁塗装、屋根塗装、内装塗装、防水工事などの建設業務を行っている。宗像市、福津市、古賀市など、福岡県北部の地域を中心に営業所やショールームを設けており、住宅設備の設置工事や、業務用の塗料在庫管理システムの開発・提供にも取り組んでいる。 

## 沿革
- 1959年3月 - 福本塗装店として創業
- 1973年3月 - 福本塗装工業有限会社として法人化
- 1990年3月 - 有限会社フクモト工業へ社名変更
- 2000年3月 - 株式会社フクモト工業に組織変更

## 拠点
- 本社：福岡県鞍手郡鞍手町大字室木874番地4
- 宗像営業所：福岡県宗像市（2013年開設）
- 福津ショールーム：福岡県福津市（2021年開設）
- 安心堂福岡店：福岡県福岡市東区（2025年開設）

## 認定・登録
- 福岡県SDGs登録制度[1]に登録

- 経済産業省DX認定制度における認定事業者に登録[2]

- 九州経済産業局DX・サイバーセキュリティ対策に取り組む事例に登録[3]